# Rudoliczka rdzawobrzucha
Rudoliczka rdzawobrzucha (Poospiza garleppi) – gatunek małego ptaka z rodziny tanagrowatych (Thraupidae). Endemit Boliwii. Nie wyróżnia się podgatunków. Długość ciała około 17 cm. Jest bliski zagrożenia.

## Występowanie i środowisko
Rudoliczka rdzawobrzucha występuje tylko w Boliwii. Jej występowanie potwierdzono w departamentach Cochabamba i Potosí oraz sporadycznie w departamencie Chuquisaca. Badania wykazują, że w znanych lokalizacjach występują nie więcej niż 1–2 pary. Wyjątkiem jest Park Narodowy Tunari, gdzie ptak ten spotykany jest regularnie, a w 1994 roku stwierdzono populację ponad 20 osobników.

## Ekologia i zachowanie
Preferowanym siedliskiem rudoliczki rdzawobrzuchej są obszary lasów mieszanych nieco poniżej głównej strefy występowania drzew z rodzaju Polylepis. Gatunek zamieszkuje gęste zarośla i cierniste krzaki. Zwykle występuje w przedziale wysokości 2950–3800 m n.p.m. Sporadycznie niżej do wysokości 2700 i wyżej do 3900 m n.p.m.
Odżywia się głównie nasionami, chociaż w odchodach stwierdzono także części owadów, obserwowano też jak ptaki te pożywiały się ziemniakami. Aktywność lęgowa przypada na okres od stycznia do kwietnia. Szacuje się, że składa tylko 1–2 jaja. Obserwacje z dwóch gniazd wykazały, że inkubacja wynosi około 14 dni, a okres do opierzenia piskląt około 18 dni.

## Status
W Czerwonej księdze gatunków zagrożonych IUCN rudoliczka rdzawobrzucha od 2021 roku klasyfikowana jest jako gatunek bliski zagrożenia (NT – Near Threatened); wcześniej (od 1994) była uznawana za gatunek zagrożony (EN – Endangered). W 1992 roku liczebność populacji szacowano na 400–4000 osobników (czyli około 270–2700 osobników dorosłych). Szacuje się, że populacja tego gatunku maleje z powodu utraty i degradacji siedlisk.